# Castilleja moranensis
Castilleja moranensis, conocida comúnmente como conejita o hierba del conejo, es una especie de planta de la familia de las orobancáceas, nativa de México.

## Descripción, distribución y hábitat
Castilleja moranensis es una planta perenne, cespitosa, leñosa en la base, con tallos decumbentes híspido-pubescentes de hasta 15 cm de largo. Las hojas, de hasta 2 cm de largo, son sésiles, lanceoladas a ovadolanceoladas, de ápice agudo o subagudo, híspidas. Las flores son sésiles, solitarias y axilares, de hasta 3.5 cm de largo, con brácteas de hasta 3 cm de largo, divididas en 3 o 5 segmentos lineares a subulados, híspidos, amarillentos en la base y rojos en el ápice. La corola es amarillo-rojiza, pilosa, de hasta 3.5 cm de largo. El fruto es una cápsula ovoide, de alrededor de 1 cm de largo, con semillas oblongas de alrededor de 1 mm de largo.
Castilleja moranensis se distribuye por las montañas que rodean los valles del centro y oriente del Eje Neovolcánico de México. Se encuentra en claros y vegetación secundaria de bosques de coníferas (Pinus spp. y Abies religiosa), entre los 2600 y los 3800 metros sobre el nivel del mar, con frecuencia en sitios mal drenados o de humedad alta, en los estados de Michoacán, México, Ciudad de México, Morelos, Hidalgo, Puebla, Tlaxcala y Veracruz.

## Taxonomía
Castilleja moranensis fue descrita en 1818 por Carl Sigismund Kunth en Nova Genera et Species Plantarum 2: 329.

### Etimología
Castilleja: nombre genérico otorgado en honor del botánico español Domingo Castillejo (1744-1793)
moranensis: epíteto geográfico que se refiere a la Mina de Morán, en Mineral del Monte, cerca de donde Humboldt y Bonpland realizaron la colecta de esta y otras especies.

### Sinonimia
No se tienen registrados sinónimos para esta especie.

### Taxones intraespecíficos
- Castilleja moranensis var. cinerascens (Eastw.) J.M.Egger[5][6]

Esta variedad se ubicó anteriormente como un taxón intraespecífico de Castilleja schaffneri. No se han hecho observaciones recientes de la variedad, que se cita únicamente de la localidad tipo (Ciudad Serdán, Pue.); se trata posiblemente de un taxón muy raro, amenazado o extinto.

## Importancia ecológica y etnográfica
Castilleja moranensis es visitada por polinizadores, en especial por los colibríes Hylocharis leucotis (colibrí orejiblanco) y Lampornis clemenciae (colibrí garganta azul).
En el estado de Hidalgo, la especie tiene usos tradicionales. Es una hierba comestible y medicinal. También se reporta su uso como plaguicida.